# Command & Conquer: Red Alert
Command & Conquer: Red Alert er et real-time strategispil i Command & Conquer-serien, udviklet og udgivet af Westwood Studios i 1996. Det er det andet spil, der har Command & Conquer i titlen, og Red Alert er en prequel til det oprindelige Command & Conquer fra 1995, og det foregår i en alternativ tidlige historie i Command & Conquer hvor De allierede tropper bekæmper en aggressiv Sovjetunion for kontrol over Europas fastland.
Det blev oprindeligt udgivet til PC (MS-DOS og Windows 95, begge versioner tilføjet i én pakke) og blev efterfølgende også lavet til PlayStation. PlayStation-versionen blev senere genudgivet som download på PlayStation Network til både PlayStation Portable og PlayStation 3. Den 31. august 2008 gjorde Electronic Arts, der havde købt Westwood Studios i 1998, Command & Conquer: Red Alert til freeware.
Command & Conquer Remastered Collection, der blev udgivet 5. juni 5, 2020, via Origin og Steam, indeholder en grafisk forbedret udgave af Red Alert, samt udvidelspakkerne Counterstrike og The Aftermath, med yderligere missioner og briefingvideoer der var eksklusiv til PlayStations Retaliation, og galleri med ubrugte og "making-of"-materiale.

## Historie
Historien starter lige efter anden verdenskrig, 1946 i Trinity, New Mexico, hvor professor Albert Einstein med sin assistent forsøger at bortvaske verdenskrigens rædsler ved at rejse tilbage i tiden, finde Hitler, før han får magt og sende ham ud af tiden og derved undgå Nazitysklands eksistens. Han møder Hitler i 1924 i Landsberg, da denne lige er kommet ud af Landsberg-fængslet for Bierstube-kupforsøget.
Hitlers fravær betyder, at Stalin får mulighed for at opbygge et væsentligt større militær, og fremskynde den sovjetiske ekspansion, ved at gå ind i Europa og erklære krig mod de "Allierede", England, Tyskland og Frankrig. Så den gode professors intentioner, kommer til at starte en endnu større krig.
Sovjetunionen når næsten hen til Frankrigs kyst, inden U.S.A. og resterne af det krigshærgede Europa vender krigslykken og tvinger den Røde Hær tilbage. Efter at Stalin er død, sættes en anden, efter udsagn mere fredelig leder af Sovjetunionen på posten. Men han har andre intentioner, og herved fortsættes spillet med Red Alert 2.

## Formål og styrkeforhold
Formålet med spillet er ved hjælp af forskellige kampenheder at udslette modstanderens base. Til det har man forskellige enheder til rådighed, jordenheder, luftenheder og vandenheder. Disse enheder bygges i ens egne bygninger der bliver konstrueret fra ens "Construction Yard", der er ens hovedbase.
Bygninger og enheder koster credits, der skaffes ved at høste jern og værdifulde mineraler på banen, der så kan omsættes til credits og videre til enheder, disse credits kan også, hvis man spiller Allied, stjæles fra modstanderen.
Modsat de andre Real Time Strategy spil fra den tid, var spillet bygget op således at de to sider, Sovjetunionen og De Allierede havde hver deres fordele, men så sandelig også bagdele. De Allierede er, ganske historisk rigtigt modelleret efter De Allierede fra den rigtige 2. verdenskrig, ved at de gik ind for kvantitet frem for kvalitet. Modsat, er Sovjetunionen modelleret efter Nazityskland, da deres tanks, mænd, og andre tropper koster langt mere, og de går ind for kvalitet frem for kvantitet. Til sammenligning kan det siges, at den billigste tank hos Sovjetunionen (T-80 Heavy Tank) er bedre end den dyreste hos De Allierede (Medium Tank). Desuden råder Sovjetunionen over andre monstre såsom den ekstremt heftige T-240 Mammoth Tank, der med sit 120 mm. kanonrør og anti/grundskyts kan nedlægge næsten alt på meget lidt tid.
På slag, der forbeholder sig jorden, er Sovjetunionen klart overlegne. Deres suveræne panserstyrker kan, hvis de er sammensat rigtigt, pløje igennem næsten alt der nærmer sig dem. Den eneste måde De Allierede kan omgå dette på, er at lave en ekstrem masseproduktion samtidig med at bruge nogle af de guerillataktikker de råder over, det indebærer blandt andet minelægning.
I luften er Sovjetunionen også suveræn. Med deres MiG-fly, Yak-fly og helikoptere kan de også hurtigt smadre allierede baser, dog skal man være påpasselig hvis man angriber baser med et stærkt anti-luftskytssystem. De Allieredes eneste luftmæssige våben er en Apache-kamphelikopter, der dog er god til at spolere nogle sovjetiske angreb på, medmindre de har Mammothtanks med.
Søslag er De Allieredes stærke side. De råder over tre skibe, fra den lille gunboat, en noget ubrugelig skude, til den sejlende død, cruiseren, der nemt kan skyde en sovjetisk base til ingen meget hurtigt grundet dens ekstremt hårde skud og ikke mindst lange skudvidde. Sovjetunionens modsvar hertil er ubåde, der dog nemt kan sprænges i småstykker, hvis De Allierede kommanderer deres skibe ordentligt. Problemet med dette er, at der i mange multiplayerbaner ikke er vand.
Altså står den 2-1 (næsten) til Sovjetunionen. Man kan sige, at det er unfair, men trækker den allierede kommandør i de rigtige tråde, kan han nemt med "under bordet" taktikker angribe den sovjetiske kommandør fra så mange fronter, at han til sidst ikke aner sit levende råd. Og når De Allierede at bygge en stor nok styrke, er de sovjetiske styrker heller ikke meget værd.

## Forbindelse tilTiberian Dawn
Siden udgivelsen af Red Alert, har der været mange diskussioner på Command&Conquer forummer o. lign., om hvorvidt Red Alert var forbundet til Tiberian Dawn, det første spil i Command & Conquer serien, hvor Global Defense Initiative (GDI), og Brotherhood of Nod ender i krig. Den allerstørste grund til disse diskussioner er i Sovjetunionens kampagne, hvor man undervejs mange gange ser Stalin blive rådgivet af lederen af N.O.D, nemlig Kane. Til sidst i kampagnen, hvor Stalin dør af forgiftning, ser man endda en anden af hans rådgivere, Nadia, fortælle om hvordan N.O.D vil "løsrive sig fra USSR", engang i 90'erne, hvilket direkte referer til den første "Tiberium War", der udspandt sig i 1999. Så langt så godt. Dog er der flere konflikter i dette. For det første skal der, mellem 50'erne, hvor 2. verdenskrig (mellem Sovjetunionen og De Allierede) udspandt, finde en 3. verdenskrig sted, nemlig Red Alert 2, hvor Sovjetunionen nok en gang angriber De Allierede. Men det er ikke det hele. Skulle Red Alert 2 nemlig finde sted, ville det betyde at det ville være De Allieredes kampagne der skulle blive resultatet af 2. verdenskrig, hvilket vil sige at Stalin aldrig nogensinde når London og at Kane slet ikke findes på det tidspunkt. Man kunne så forvente at Kane vendte tilbage i Red Alert 2, men dette sker heller ikke, da Red Alert 2 var det første Command & Conquer spil der overhovedet ikke havde nogen åbenbar forbindelse til Tiberium serien. Skulle man så, omvendt, sige, at De Allierede vandt den 2. store verdenskrig, der ville lede frem til Red Alert 2, ser det hele anderledes ud. Efter at Sovjetunionen for 2. gang havde startet en massiv verdenskrig, kunne det være, at De Allierede en gang for alle lagde låg på Unionen, forcerede den til opløsning, således at Den Russiske Føderation ville komme til. Efter dette ville De Allierede så, formentlig et sted i 1990'erne opløses, og erstattes af GDI.

## Udvidelser

### Counterstrike
Counterstrike var den første af to udvidelser til spillet. Den tilføjede nogle missioner, hvor man blandt andet kom ind i et sovjetisk undergrundslaboratorium og dermed stoppede spredningen af Saringas. Ydermere tilføjede udvidelsen nogle nye baner til multiplayer og nye enheder på både sovjetisk og allierede sider – andet M.A.D tank, som udsendte seismiske vibrationer, der gjorde stor skade på bygninger og tanks; demolition truck, som var en atombombe på 4 hjul; en mekaniker, der på stedet kunne udføre reparationer på køretøjer; og noget musik fra spillets komponist, Frank Klepack.

### The Aftermath
The Aftermath foregår efter Stalin er død. Sovjetunionen vil stadig ikke opgive håbet, og guerillakrigere fortsætter krigen. Dette resulterer i nogle nye missioner, samtidig med at nogle gigantiske multiplayerbaner blev introduceret. Der kom desuden noget nyt musik fra Frank Klepacki, nok engang.

## Retaliation
I 1998 udkom spillet til PlayStation. Med det kom der nogle nye missioner, noget nyt musik og nogle nye ting at bygge og kommandere. Spillet blev dog kritiseret, blandt andet fordi det nogle gange kunne være svært at se hvad der var hvad når ting blev for slørede på de store tv-skærme, og generelt var det svært at styre et RTS-spil med en konsol. Man kunne dog på det tidspunkt få nogle computermus til PlayStation, dog var det stadig de færreste der havde dette.

## Gen-udgivelser
For at markere at Command & Conquer serien blev 10 år gammel udgav Electronic Arts en spilpakke under navnet The First Decade. Denne pakke indeholder bl.a. en lettere modificeret Red Alert 1 der er blevet opdateret så den kører bedre under moderne operativsystemer. Da Red Alert 3 blev annonceret lagde de Red Alert 1 ud til gratis download på deres hjemmeside.

## Chronosphere
The chronosphere (da:Kronosfæren) er den fiktive tidsmaskine opfundet af Albert Einstein, der bruges første gang i Red Alert til at fjerne Hitler. Maskinen bliver også benyttet i Red Alert 2 af de allierede styrker i krigen mod Sovjetunionen.

Et år før Sovjetunionens fald i Red Alert 2 sættes dr. Zelinsky til at gøre Einstein kunsten efter, hvilket lykkes og fører endnu engang til en ny alternativ tidslinje, hvor blandt andet det Japanske Kejserrige er langt længere fremme i deres teknologi. Dette er handlingen i Red Alert 3.